# Euglossa turbinifex
Euglossa turbinifex är en biart som beskrevs av Dressler 1978. Euglossa turbinifex ingår i släktet Euglossa, tribus orkidébin, och familjen långtungebin. Inga underarter finns listade.